# Chesterfield Court House
La zone non incorporée de Chesterfield Court House est le siège du comté de Chesterfield, dans l’État de Virginie, aux États-Unis. Lors du recensement de 2000, sa population s’élevait à 3 558 habitants, date à laquelle elle était considérée comme une census-designated place. Elle ne l’était plus pour le recensement de 2010.

## Source
- (en) Cet article est partiellement ou en totalité issu de l’article de Wikipédia en anglais intitulé « Chesterfield Court House, Virginia » (voir la liste des auteurs).